# Golden Axe II
Golden Axe II (ゴールデンアックスII) est un jeu vidéo d'action de type beat them all développé par Sega AM7 et édité par Sega, sorti en 1991 sur borne d'arcade et Mega Drive.